# 奥雷斯蒂阿斯
奥雷斯蒂阿斯（希臘語：Ορεστιάδα）是希腊东马其顿和色雷斯大区埃夫罗斯专区的市镇。市镇面积为955.6平方公里，2021年人口数量为31,686人。
现今范围的市镇设立于2011年地方政府改革中，由原4个市镇合并而成，原市镇则成为此市镇的4个市区。奥雷斯蒂阿斯市区（即原奥雷斯蒂阿斯市镇）的面积为256.898平方公里，2021年人口数量为22,005人。